# Велоспорт на Всеафриканских играх 1987
Велоспорт на Всеафриканских играх 1987.

## Обзор
Соревнования прошли в начале августа 1987 года в Найроби, столице Кении. Программа Игр включала только дисциплины шоссейного велоспорта — групповую гонку и командную гонку с раздельным стартом. Было разыграно два комплекта медалей. Все среди мужчин.
По сравнению с предыдущими Играми в программе Игр отсутствовал трековый велоспорт. Шоссейная часть программы осталась без изменений.
Всего медали завоевали представители трёх стран. Хозяева Игр остались без наград в велоспорте. Представители Алжира взяли максимально возможное количество медалей — четыре.

## Медалисты

### Шоссе

#### Мужчины
| Дисциплина                           | Золото              | Серебро           | Бронза             |
| ------------------------------------ | ------------------- | ----------------- | ------------------ |
| Групповая гонка                      | Себти Бензине Алжир | Мохамед Мир Алжир | Ахмед Региги Алжир |
| Командная гонка с раздельным стартом | Алжир               | Эфиопия           | Кот-д’Ивуар        |

## Медальный зачёт
*   Принимающая страна (Кения)
| Место          | Страна         | Золото | Серебро | Бронза | Всего |
| -------------- | -------------- | ------ | ------- | ------ | ----- |
| 1              | Алжир          | 2      | 1       | 1      | 4     |
| 2              | Эфиопия        | 0      | 1       | 0      | 1     |
| 3              | Кот-д’Ивуар    | 0      | 0       | 1      | 1     |
| Всего стран: 3 | Всего стран: 3 | 2      | 2       | 2      | 6     |